# Irvin S. Cobb
Irvin Shrewsbury Cobb (Paducah, 23 de junho de 1876 - Nova York, 11 de março de 1944) foi um escritor, humorista, editor e colunista americano. Ele escreveu para o New York World, o jornal de Joseph Pulitzer, como o repórter mais bem pago dos Estados Unidos.
Cobb também escreveu mais de 60 livros e 300 contos. Algumas de suas obras foram adaptadas para filmes mudos. Vários de seus contos do juiz Priest foram adaptados na década de 1930 para dois longas-metragens dirigidos por John Ford.

## Biografia
Cobb foi o segundo de quatro filhos nascidos de nativos de Kentucky em Paducah, Kentucky. Seu avô materno, Reuben Saunders, é creditado por ter descoberto em 1873 que o uso hipodérmico da morfina - atropina interrompeu a cólera. Cobb foi criado em Paducah, e os eventos e as pessoas de sua infância se tornaram a base para muitos de seus trabalhos posteriores. Mais tarde na vida, Cobb foi apelidado de "Duque de Paducah".
Cobb foi educado em escolas primárias públicas e privadas e entrou na Academia William A. Cade, com a intenção de seguir uma carreira em direito. Quando Cobb tinha 16 anos, seu pai se tornou alcoólatra, após a morte de seu avô. Forçado a deixar a escola e encontrar trabalho, Cobb começou sua carreira de escritor.

### Carreira como escritor
Cobb começou no jornalismo com o Paducah Daily News aos dezessete anos e se tornou o editor de notícias mais jovem do país aos dezenove anos. Mais tarde, trabalhou no Louisville Evening Post por um ano e meio.
Seu livro de memórias e autobiografia, Exit Laughing, publicado em 1941, inclui um relato em primeira mão do assassinato do governador do Kentucky,William Goebel em 1900 e os julgamentos dos assassinos. Ele escreveu numerosas séries em periódicos e também colaborou em produções dramáticas.
Depois de se mudar para Nova York em 1904, Cobb foi contratado pelo Evening Sun. A publicação o enviou a Portsmouth, New Hampshire, para cobrir a conferência de paz russo-japonesa. Seus despachos das negociações, enfatizando as personalidades envolvidas (incluindo o presidente Theodore Roosevelt), foram publicados em todo o país com o título "Fazendo a paz em Portsmouth". Ele recebeu uma oferta de emprego no New York World de Joseph Pulitzer e ele se tornou o repórter mais bem pago dos Estados Unidos.
Cobb juntou-se à equipe da revista The Saturday Evening Post, em 1911, e cobriu a Grande Guerra para a revista. Ao mesmo tempo, ele escreveu um livro sobre suas experiências, publicado em 1915, intitulado Paths Of Glory. Depois de uma segunda visita à França para cobrir a Grande Guerra, Cobb divulgou as realizações da unidade conhecida como Harlem Hellfighters, principalmente os vencedores de Croix de Guerre, Henry Johnson e Needham Roberts. Seu artigo "Young Black Joe", publicado em 24 de agosto de 1918, no The Saturday Evening Post e posteriormente republicado no livro de Cobb, The Glory of the Coming, destacou a disciplina e a coragem demonstradas pelos soldados americanos negros que lutaram na Europa durante Primeira Guerra Mundial. O artigo de três páginas e a fotografia de meia página alcançaram um público nacional de mais de dois milhões de leitores e foram amplamente reimpressos na imprensa negra. No meio da cobertura da Convenção Democrática de 1920, Cobb recebeu 1,5 voto na 23ª votação presidencial.

### Hollywood
Várias histórias de Cobb foram adaptadas como filmes mudos. Ele também escreveu os títulos de tela para outros filmes, incluindo o filme de Jackie Coogan, Bad Boy de Peck (1921). Com o advento do som, mais de suas histórias foram adaptadas para a tela, incluindo The Woman Accused (1933), com o jovem Cary Grant.
John Ford fez duas vezes filmes baseados nas histórias de Judge Priest de Cobb: Judge Priest (1934) apresentou Will Rogers no papel-título. The Sun Shines Bright (1953) foi baseado em seus contos "The Sun Shines Bright", "The Mob from Massac" e "The Lord Provides".
Cobb também teve uma carreira de ator, atuando em dez filmes entre 1932 e 1938. Ele ganhou papéis importantes em filmes como Pepper, Everybody's Old Man (1936) e Hawaii Calls (1938). Ele também foi o anfitrião do 7º Oscar, em 1935.
Em 1919, Cobb foi recrutado pelo ex-oficial da Marinha dos EUA e advogado Cap. W. H. Slayton, e se tornou presidente do Comitê de Autores e Artistas da Associação Contra a Emenda à Proibição (AAPA). A Associação baseou sua oposição no uso indevido do poder do governo nacional sobre os cidadãos dos EUA. Como presidente, Cobb ajudou a estender a cobertura de sua mensagem através da mídia e redes de artistas. "Se a proibição é um experimento nobre, o incêndio de São Francisco e o dilúvio de Galveston devem ser listados entre os nobres experimentos de nossa história nacional". Como parte de seus esforços na AAPA, ele publicou o romance anti-proibição Red Likker. Após a revogação da Prohibition, a Frankfort Distilleries o recrutou para compilar um livro de receitas para lembrar aos consumidores que estavam fora da prática como misturar uma boa bebida.
O desenho animado The Woods Are Full of Cuckoos Cobb foi caricaturado como "Irvin S. Frog".

### Vida pessoal
Cobb foi descrito como tendo uma forma redonda, sobrancelhas espessas, lábios carnudos e um queixo triplo, com um charuto sempre pendurado na boca.
Ele se casou com Laura Spencer Baker, de Savannah, na Geórgia. A filha deles, Elizabeth Cobb (nascida em 1902), também foi autora. Ela publicou o romance She Was a Lady e a não-ficção My Wayward Parent (1945), um livro sobre seu pai. Seu primeiro marido foi Frank Michler Chapman Jr., filho do ornitólogo Frank Michler Chapman.
A neta de Cobb foi Buff Cobb, atriz de televisão do início dos anos 50. Ela se casou com o jornalista Mike Wallace como sua segunda esposa.
Cobb foi homenageado em 1915 com a marcha "The War Correspondent", de G. E. Holmes, publicada pela John Church Company.

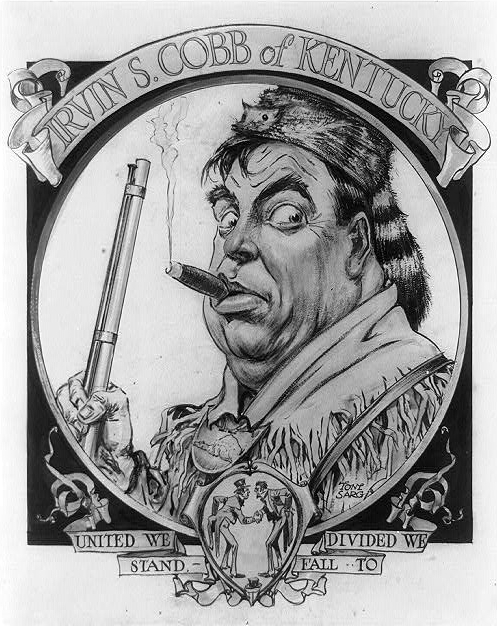
Irvin S. Cobb usando um gorro de pele de coelho e fumando um charuto.
Ilustração de Tony Sarg para "A Glória dos Estados: Kentucky", de Irvin S. Cobb, publicada na Revista Americana de maio de 1916.

Cobb foi introduzido no Hall da fama dos escritores de Kentucky em 2 de fevereiro de 2017.
Quando Cobb morreu na cidade de Nova York em 1944, seu corpo foi enviado a Paducah para cremação. Suas cinzas foram colocadas sob uma árvore de dogwood. A pedra de granito que marca seus restos está inscrita como "Irvin Shrewsbury Cobb 1876-1944 Back Home".

## Legado e honras
O navio da liberdade da Segunda Guerra Mundial SS Irvin S. Cobb foi nomeado em sua homenagem.
Após a Segunda Guerra Mundial, a Ferrovia Central de Illinois nomeou um trem de passageiros operando entre Louisville e Fulton, Kentucky, o Irvin S. Cobb. O trem fazia uma conexão direta em Fulton com trens de e para Nova Orleans.

## Ficção
Cobb é mais lembrado por suas histórias engraçadas de Kentucky e faz parte da escola de regionalismo literário americano. Essas histórias foram coletadas pela primeira vez no livro Old Judge Priest (1915), cujo personagem principal foi baseado em um proeminente juiz de West Kentucky chamado William Pitman Bishop. Joel Chandler Harris escreveu sobre esses contos: "Cobb criou um sul povoado de cidadãos honrados, excêntricos encantadores e negros leais e subservientes, mas, na melhor das hipóteses, as histórias do juiz sacerdote são dramáticas e convincentes, usando uma riqueza de detalhes precisamente renderizados para evocar uma humor poderoso ". Entre os outros livros de Cobb estão o humorístico Speaking of Operations (1916) e uma ode à proibição do bourbon, Red Likker (1929).
Cobb também escreveu contos no gênero horror, como "Fishhead" (1911) e "The Unbroken Chain" (1923). "Fishhead" foi citado como inspiração para The Shadow Over Innsmouth, de HP Lovecraft, enquanto "The Unbroken Chain" foi um modelo para "The Rats in the Walls", de Lovecraft. O primeiro foi descrito por Lovecraft como "banidamente eficaz em seu retrato de afinidades não naturais entre um idiota híbrido e o peixe estranho de um lago isolado" em seu ensaio Supernatural Horror in Literature.